# 오후나토시 산불

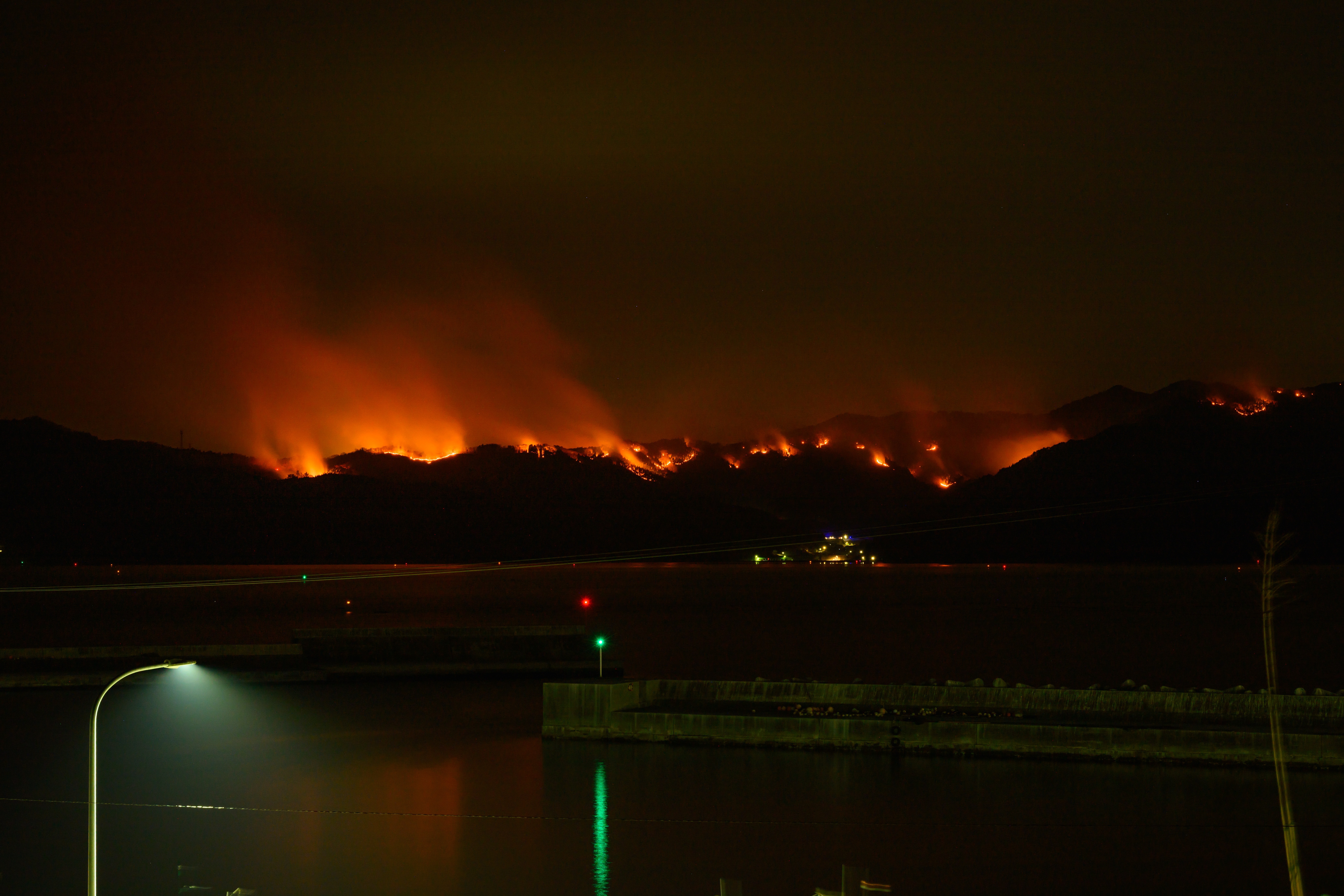
화재가 발생한 오후나토시 어항 주변의 모습

오후나토시 산불은 2025년 2월 26일, 일본 이와테현의 오후나토시 남동쪽에서 산불이 발생했다. 2025년 3월 3일 기준, 산불은 2,900ha(7,200에이커)로 확대되어 지금까지 84개의 구조물이 파괴되고 1명이 사망하였다.

## 배경

### 선행 조건
일본은 2024년에 기록상 가장 더운 한 해를 보냈다. 산불은 1월부터 3월까지 이어지는 오후나토시의 건기 동안 시작되었다. 이 도시는 2월에 기록상 가장 낮은 강수량을 기록했는데, 평균 41mm(1.6인치)에 비해 2.5mm(0.098인치)에 불과했다. 이전 기록인 4.4mm(0.17인치)는 1967년에 세워졌다. 도쿄대 대기해양연구소의 요코야마 유스케 교수는 건조한 기상 조건이 차갑고 건조한 공기가 바다의 습한 공기와 충돌하기 때문이라고 설명했다.
요코야마는 또한 화재가 빠르게 번진 것은 화재가 번진 가파른 산의 지형 때문일 수 있다고 말했다. 교토 대학의 수자원 연구 교수인 요시야 토게는 이 지역의 많은 나무가 매우 가연성이 높은 침엽수였으며, 이 지역의 강한 기류와 함께 화재가 번지는 데 기여하고 있다고 말했다.

### 다른 화재
화재가 발생하기 몇 주 전에 오후나토시 주변 지역에서 두 개의 다른 산불이 발생했다. 첫 번째 화재는 2월 19일 오전 11시 55분 오후나토시 산리쿠정에서 보고되었으며, 산에서 연기가 났다고 보고되었다. 324ha(800에이커)로 커졌고 2월 25일에 진화되었다. 두 번째 화재는 2월 25일 오후 3시 20분 근처 리쿠젠타카타시의 오토모 정에서 보고되었다. 오후나토시 경계 내의 작은 지역을 포함해 8ha(20에이커)를 불태운 후 다음 날 정오에 소각되었다.